# Justin Welby
Justin Welby (ur. 6 stycznia 1956 w Londynie) – arcybiskup Canterbury, prymas całej Anglii, lord duchowny w Izbie Lordów oraz zwierzchnik światowej Wspólnoty Anglikańskiej w latach 2013–2025.

## Życiorys
Odebrał wykształcenie w Eton College oraz w Trinity College na Uniwersytecie Cambridge. Następnie ukończył studia teologiczne na Uniwersytecie w Durham. Święcenia kapłańskie otrzymał w 1993. Należy do ewangelikalnego nurtu Kościoła Anglii. W 2011 został konsekrowany na biskupa Durham. W listopadzie 2012 został wybrany na urząd arcybiskupa Canterbury, zastępując tym samym na urzędzie Rowana Williamsa. Potwierdzenie wyboru odbyło się 4 lutego 2013 w Katedrze św. Pawła. Uroczysta intronizacja odbyła się 21 marca 2013. 6 maja 2023 w Opactwie Westminsterskim koronował króla Karola III i jego małżonkę, królową Kamilę.
12 listopada 2024 złożył rezygnację z pełnionych funkcji Arcybiskupa Canterbury i zwierzchnika światowej Wspólnoty Anglikańskiej w związku z raportem, z którego wynika, że nie zapewnił należytego dochodzenia w sprawie skandalu pedofilskiego w Kościele Anglii. 6 stycznia 2025 zakończył pełnienie funkcji arcybiskupa.
Jest żonaty z Caroline, z którą ma sześcioro dzieci. W 2016 na swej stronie internetowej wyznał, że jego ojcem był Anthony Montague Browne, prywatny sekretarz Winstona Churchilla.